# Variabele eikenuil
De variabele eikenuil (Nycteola revayana) is een nachtvlinder uit de familie van de visstaartjes (Nolidae).  

## Beschrijving
De voorvleugellengte bedraagt 11 tot 13 millimeter. De tekening van deze kleine vlinder is zeer variabel. Wel karakteristiek en opvallend is de vleugelvorm, die vanuit de basis meteen flink verbreedt, waardoor de schijn van brede schouders ontstaat. 

## Waardplant
De variabele eikenuil gebruikt eik als waardplant. De rups is te vinden van mei tot september en overwintert. De verpopping vindt plaats in een bootvormige cocon, die aan blad of een tak is gehecht. De soort overwintert als imago.

## Voorkomen
De variabele eikenuil komt voor van Europa en Noord-Afrika tot het Midden-Oosten en India.

### Voorkomen in Nederland en België
De variabele eikenuil is in Nederland en België een algemene soort. De vlinder kent jaarlijks twee generaties die vrijwel het gehele jaar, met uitzondering van de koudste wintermaanden, zijn aan te treffen.